# Dvinosaurus
Dvinosaurus es un género extinto de temnospóndilos, que vivieron a finales del período Pérmico en lo que hoy es Rusia. 
La especie D. primus fue descrita por Vladimir Prokhorovich Amalitzky. El holotipo, que consiste en un único cráneo, es catalogado como PIN2005/35. Una segunda especie, D. secundus, también fue descrita por Amalitzky. Una tercera especie, D. tertius, es considerada la misma que D. secundus. Todas ellas fueron descritas en 1921. Otras dos especies, D. egregius y D. purlensis, fueron nombradas por Mikhail Shishkin en 1968 a partir de un cráneo fósil y un resto de mandíbula inferior, respectivamente.